# ホワイト・ライト (ザ・コアーズのアルバム)
『ホワイト・ライト』（White Light）は、アイルランドのバンド、ザ・コアーズが2015年に発表した6作目のスタジオ・アルバム。純粋な新作アルバムとしては『ホーム』（2005年）以来10年ぶりの作品に当たる。

## 背景
「ハーモニー」は北アイルランド紛争を題材としている。「ウィズ・ミー・ステイ」は、「ステイ」のアコースティック・アレンジによる別ヴァージョンである。本作で大半の曲をプロデュースしたジョン・シャンクスは、ザ・コアーズが1998年に発表した『トーク・オン・コーナーズ』において、ギター及びマンドリンの演奏やソングライティングに貢献している。
バンドは本作のリリースに先駆けて、2015年9月にロンドンのハイド・パークで10年ぶりのライヴを行った。そして10月19日には、本作からの先行シングル「ブリング・オン・ザ・ナイト」がBBCで初オン・エアされた。

## 反響・評価
全英アルバムチャートでは14週トップ100入りし、最高11位を記録して、2015年のイギリスの年間アルバム・チャートでは63位となった。また、ドイツでは5週アルバム・チャート入りし、やはり11位を記録している。スイスのアルバム・チャートでは7位に達し、同国において自身6作目のトップ10アルバムとなった。
Neil Z. Yeungはオールミュージックにおいて5点満点中3.5点を付け「彼（女）らの復帰作は、率直で切なく、甘美なフックがあり、バンドの特徴であるアイリッシュ・フォークの要素が全編にわたり織り込まれた、ポップ/ロックの歓迎すべきコレクションとなった」と評している。

## 収録曲
特記なき楽曲はザ・コアーズ作。8.はインストゥルメンタル。
1. アイ・ドゥー・ワット・アイ・ライク - "I Do What I Like" - 3:36
2. ブリング・オン・ザ・ナイト - "Bring on the Night" - 4:16
3. ホワイト・ライト - "White Light" - 3:15
4. キス・オブ・ライフ - "Kiss of Life" (The Corrs, John Shanks, Natasha Bedingfield) - 3:58
5. アンコンディショナル - "Unconditional" (The Corrs, J. Shanks, Ruth-Anne Cunningham) - 3:54
6. ストレンジ・ロマンス - "Strange Romance" - 3:40
7. エリス・アイランド - "Ellis Island" - 5:03
8. ジェリーズ・リール - "Gerry's Reel" - 3:20
9. ステイ - "Stay" - 3:08
10. キャッチ・ミー・ウェン・アイ・フォール - "Catch Me When I Fall" - 5:28
11. ハーモニー - "Harmony" - 4:34
12. ウィズ・ミー・ステイ - "With Me Stay" - 3:42

## 参加ミュージシャン
- アンドレア・コアー - ボーカル、ティン・ホイッスル
- シャロン・コアー - ヴァイオリン、バッキング・ボーカル
- キャロライン・コアー - バウロン、カホン、ドラムス、パーカッション、バッキング・ボーカル
- ジム・コアー - ギター、マンドリン、ウクレレ、キーボード、ベース、バッキング・ボーカル

アディショナル・ミュージシャン
- ジョン・シャンクス - ギター、キーボード、ダルシマー、ベース、バッキング・ボーカル
- クリス・ヤング - キーボード、プログラミング、ストリングス・アレンジ
- ポール・ラマルファ - キーボード、プログラミング
- アンソニー・ドレナン - ギター(on 7.)
- ピノ・パラディーノ - ベース(on 3. 6. 10.)
- キース・ダフィ - ベース(on 7. 12.)
- ジェリー・オコナー - バンジョー(on 8.)
- チャーリー・ジャッジ - ストリングス(on 4.)